# Rubik 360

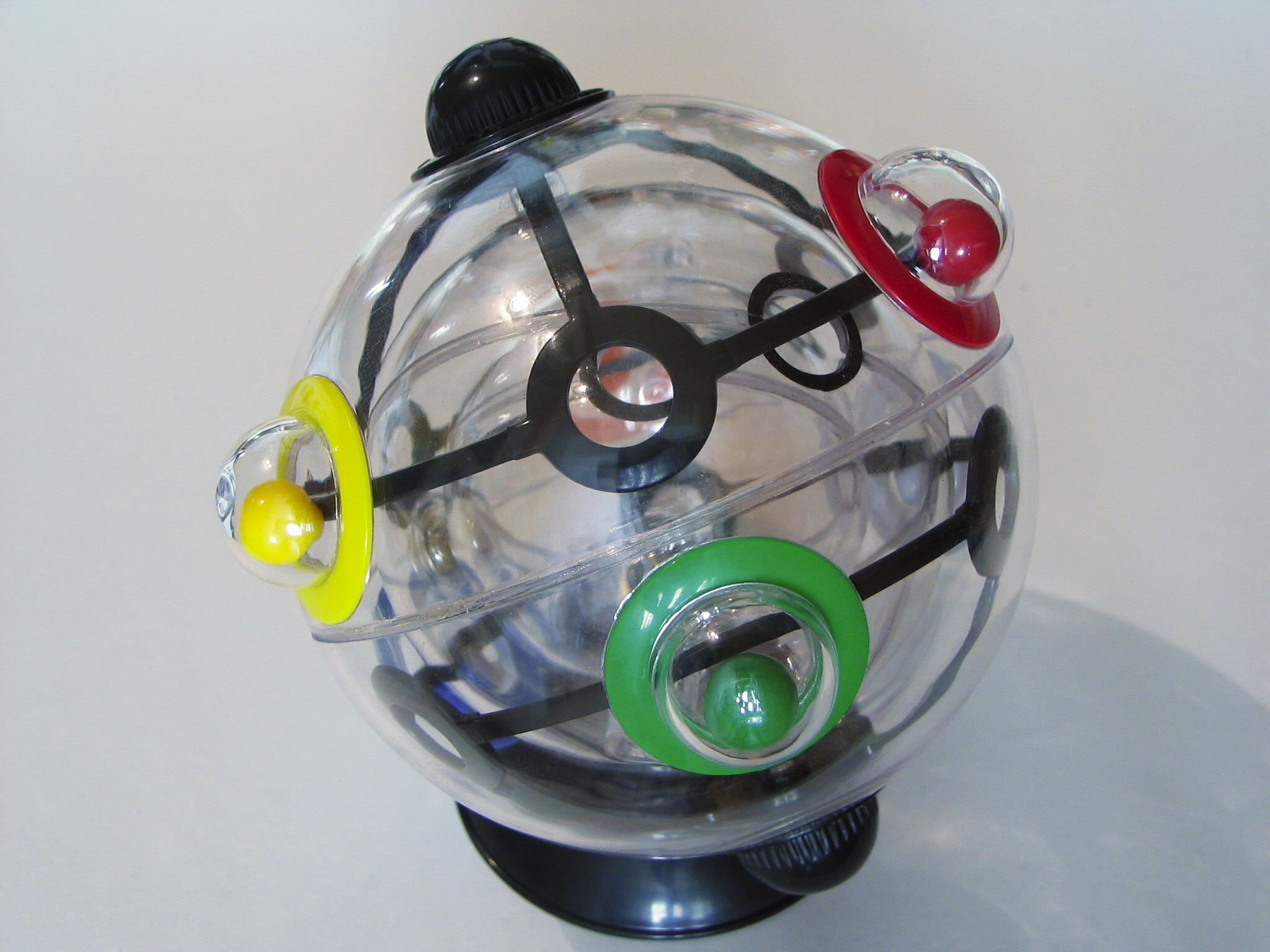
Rubik 360 resuelto.

El Rubik 360 es un rompecabezas mecánico creado por el escultor y profesor de arquitectura Ernő Rubik, creador del cubo de Rubik. El objetivo de este rompecabezas es inclinar y girar la esfera para lograr que las seis bolitas de colores queden en la cápsula correspondiente a su color. Se estrenó mundialmente en agosto del año 2009.

## Estructura
El Rubik 360 consta de tres esferas transparentes. La primera esfera (esfera interior) posee un orificio, el cual permite que las bolitas salgan de esta y lleguen a la siguiente esfera. La segunda esfera (esfera intermedia) está compuesta por dos orificios. Cada uno de estos orificios coincide con uno de los hemisferios de la esfera exterior. Ambas esferas tienen un peso que se contrapone a sus orificios. Estos pesos aseguran que la fuerza de gravedad permanezca sobre los ejes de rotación y que las bolitas actúen conforme a su fuerza. La última esfera (esfera exterior) consta de seis cápsulas de colores, tres en cada hemisferio de la esfera, y por dos perillas negras encargadas de encerrar las bolitas en las cápsulas.
El Rubik 360 posee una sola solución, aunque esto no implica que exista una única forma de resolverlo, sino que depende de cada persona el encontrar su forma de solución. Por este motivo el Rubik 360 se recomienda para personas mayores de 8 años, aunque esto no quiere decir que no pueda ser resuelto por un niño de menor edad.